# McCall's

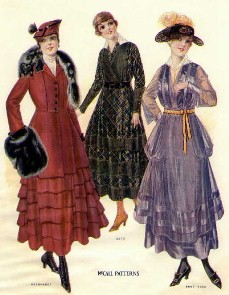
La moda 1916 su McCall's

McCall's fu una rivista mensile statunitense dedicata alle donne.
La rivista era considerata una delle sette sorelle (Seven Sisters), le altre sono: Ladies' Home Journal, Family Circle , Good Housekeeping, Better Homes and Gardens, Woman's Day, and Redbook. A differenza delle altre sei che pubblicano ancora la McCall's è l'unica ad aver cessato la produzione.

## Storia
Iniziò ad essere stampato con il nome di The Queen nel 1873. Nel 1897 cambiò nome in McCall's Magazine - The Queen of Fashion, ed in seguito venne chiamata McCall's, nome per cui fu celebre per tanti anni. Collaborarono alla rivista fra gli altri Ray Bradbury, Gelett Burgess, Willa Cather, Jack Finney, Barbara Garson, John Steinbeck, Anne Tyler e Kurt Vonnegut.
Nel 2000, Rosie O'Donnell divenne il nuovo editore della rivista e decise di denominarla nel 2001 Rosie.